# Jules Breton
Jules Adolphe Aime Louis Breton (ur. 1 maja 1827, zm. 5 lipca 1906) – francuski malarz realista, poeta i pisarz.

## Życiorys
Urodził się w Courrières, w regionie Nord-Pas-de-Calais. Jego ojciec, Louis-Marie Breton był burmistrzem Courrières, matka zmarła, gdy miał cztery lata. Został wychowany w szacunku dla tradycji i miłości do ziemi, co później wpłynęło jego karierę artystyczną. Uczył się w kolegium Saint-Bertin w Saint-Omer, a następnie Royal College de Douai. W 1853 podjął studia w Akademii Sztuk Pięknych w Gandawie, które kontynuował w Antwerpii i Ecole des Beaux-Arts w Paryżu.
W 1858 poślubił Élodie de Grapevine, z którą miał córkę Virginię Demont-Breton, również malarkę.

## Twórczość
Jules Breton malował głównie chłopów i tematy rustykalne, jego realistyczne obrazy poruszały społeczne i humanitarne problemy Francji XIX w. Działał w prowincji Artois, i tylko trzy razy wyjechał na krótkie wycieczki: w 1864 do Prowansji, w 1865 i 1873 do Bretanii, skąd pochodzą niektóre jego sceny religijne. Wystawiał z powodzeniem m.in. w paryskim Salonie. Był popularny także w Anglii i Stanach Zjednoczonych. Wielokrotnie wykonywał na zamówienie kopie swoich najpopularniejszych obrazów. Jego twórczość krytykowali naturaliści m.in. Émile Zola, za idealizowanie tematyki chłopskiej. Pod koniec życia twórczość artysty ewoluowała w stronę symbolizmu.
Jules Breton był autorem zbioru wierszy, dwóch autobiografii i kilku książek na temat życia na wsi.

## Wyróżnienia
- 1886 członek Institut de France,
- 1889 komandor Legii Honorowej,
- 1899 członek zagraniczny Royal Academy w Londynie.

## Publikacje
- Les champs et la mer, 1875
- Jeanne, 1880
- Un peintre paysan, 1895
- My peintres du siècle ,1900
- Delphine Bernard, 1902
- La Peinture 1904

## Wybrane obrazy
- La Bénédiction des blés en Artois, 1857
- Le rappel des glaneuses, 1859
- Le Bedeau de Kerlaz, 1868
- La Glaneuse, 1877
- Pardon de Kergoat, 1891
- À la Fontaine, 1892

## Galeria

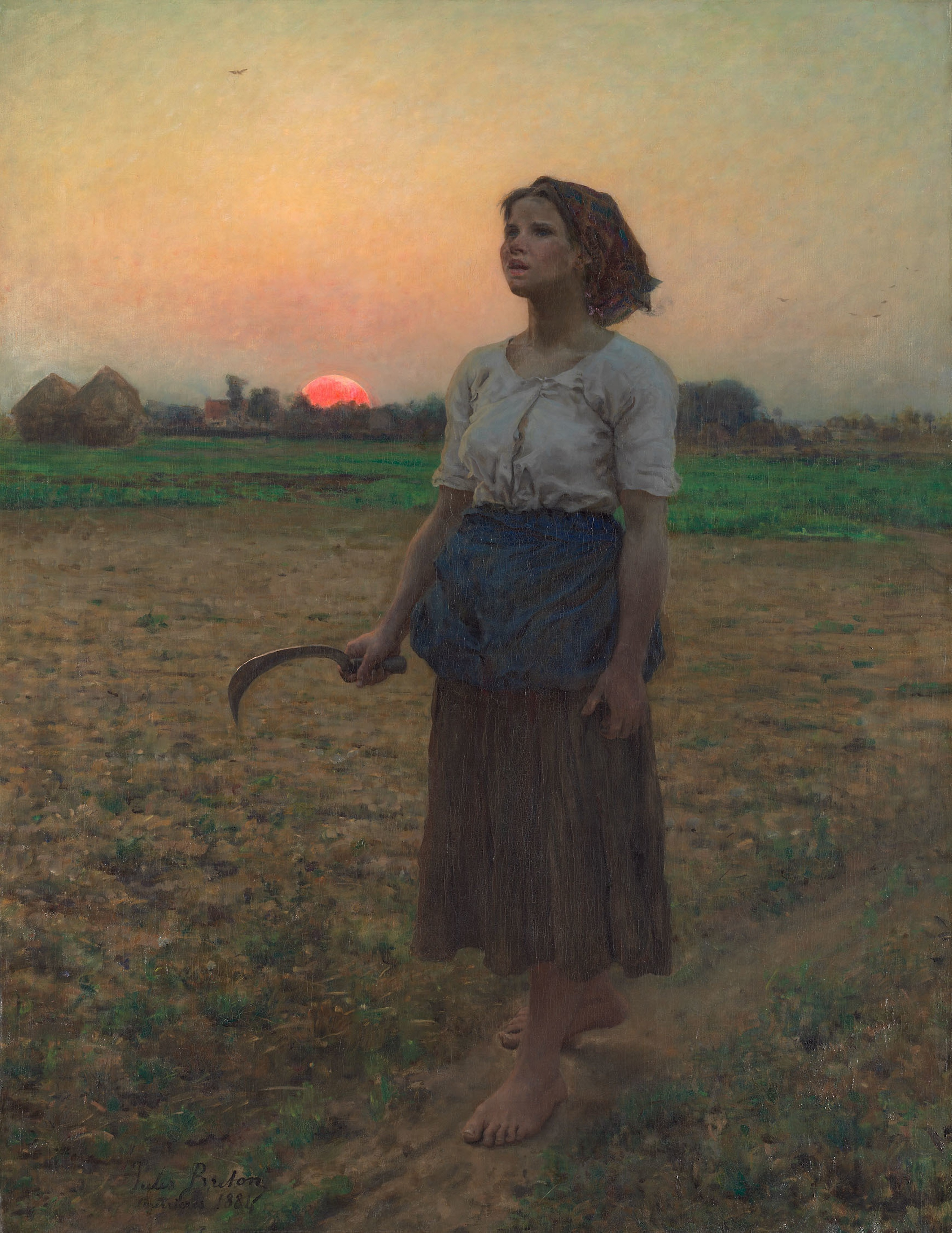
Le Chant de l’Alouette, 1884
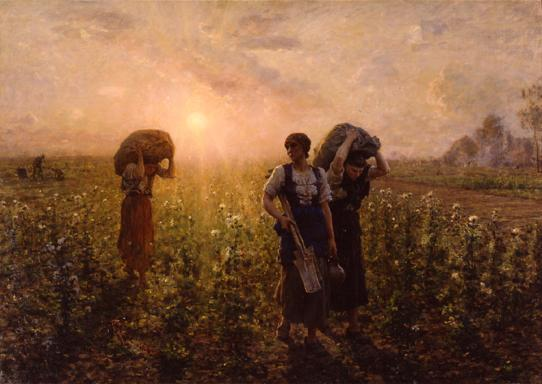
À Travers Champs, 1887
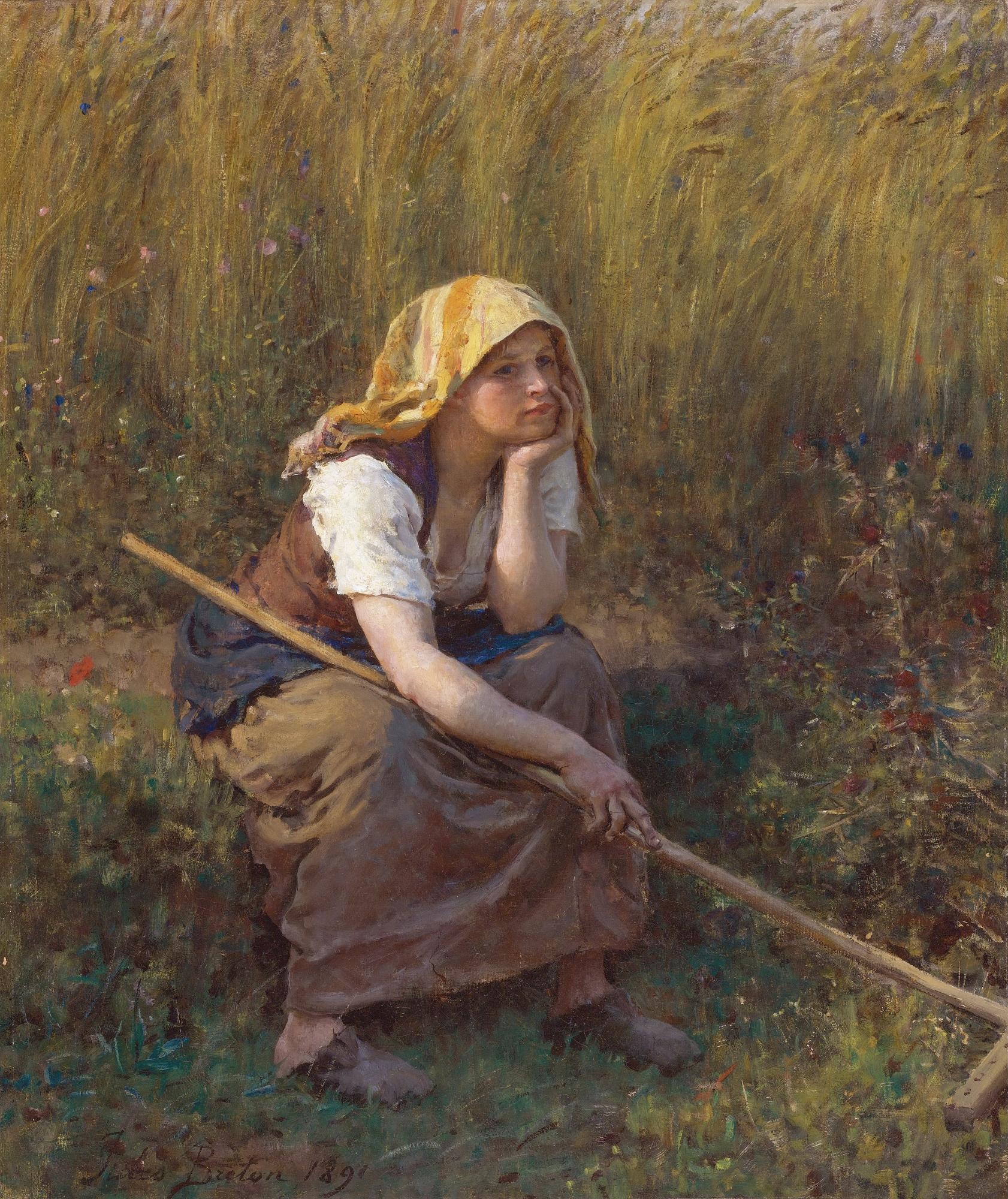
Le Rappel des glaneuses, 1859